# Équipe cycliste Pogi Gusto Ljubljana
L'équipe cycliste Pogi Gusto Ljubljana (officiellement Pogi Team Gusto Ljubljana) est une équipe cycliste slovène ayant le statut d'équipe continentale.

## Histoire de l'équipe
En 2018, l'équipe Rog-Ljubljana fusionne avec l'équipe Attaque Team Gusto pour former Ljubljana Gusto Xaurum.

## Principales victoires

### Courses UCI
- Tour of Vojvodina : Jure Kocjan (2006), Robert Vrečer (2008)
- Trofeo Gianfranco Bianchin : Matic Strgar (2006), Robert Vrečer (2008)
- Belgrade-Banja Luka I : Matej Gnezda (2007), Martin Otonicar (2014)
- Grand Prix Kooperativa : Kristjan Fajt (2007)
- Cronoscalata Gardone V.T. : Robert Vrečer (2008)
- Giro del Medio Brenta : Robert Vrečer (2008)
- Ljubljana-Zagreb : Robert Vrečer (2008)
- Istrian Spring Trophy : Mitja Mahorič (2009)
- Tour de Lombardie amateurs : Jan Polanc (2012)
- Tour du Frioul-Vénétie julienne : Jan Polanc (2013) et Tadej Pogačar (2018)
- Trofeo Alcide Degasperi : Ben Hill (2019)

### Championnats nationaux
- Championnats de Croatie sur route : 8
  - Course en ligne : 2018, 2021, 2023 (Viktor Potočki) et 2022 (Carlo Jurišević)
  - Contre-la-montre : 2010 (Matija Kvasina)
  - Contre-la-montre espoirs : 2016 (Bruno Maltar), 2019 et 2020 (Viktor Potočki)
- Championnats de Slovénie sur route : 3
  - Course en ligne : 2013 (Luka Pibernik)
  - Contre-la-montre : 2006 (Kristjan Fajt)
  - Contre-la-montre espoirs : 2017 (Izidor Penko)

## Classements UCI
L'équipe participe aux épreuves des circuits continentaux et en particulier de l'UCI Europe Tour. Les tableaux ci-dessous présentent les classements de l'équipe sur les différents circuits, ainsi que son meilleur coureur au classement individuel.
UCI America Tour
| UCI America Tour | UCI America Tour       | UCI America Tour                          | UCI America Tour |
| Année            | Classement par équipes | Meilleur coureur au classement individuel |                  |
| ---------------- | ---------------------- | ----------------------------------------- | ---------------- |
| 2010             | 17e                    | Luka Mezgec (53e)                         |                  |
| 2012             | 40e                    | Klemen Štimulak (233e)                    |                  |
| 2020             | -                      | Keegan Swirbul (133e)                     |                  |
|                  |                        |                                           |                  |
| Source : UCI     |                        |                                           |                  |

UCI Asia Tour
| UCI Asia Tour | UCI Asia Tour          | UCI Asia Tour                             | UCI Asia Tour |
| Année         | Classement par équipes | Meilleur coureur au classement individuel |               |
| ------------- | ---------------------- | ----------------------------------------- | ------------- |
| 2009          | 21e                    | Mitja Mahorič (23e)                       |               |
| 2018          | 83e                    | Tadej Pogačar (270e)                      |               |
| 2019          | -                      | Peng Yuan-tang (115e)                     |               |
| 2020          | -                      | Peng Yuan-tang (163e)                     |               |
|               |                        |                                           |               |
| Source : UCI  |                        |                                           |               |

UCI Europe Tour
| UCI Europe Tour | UCI Europe Tour        | UCI Europe Tour                           | UCI Europe Tour |
| Année           | Classement par équipes | Meilleur coureur au classement individuel |                 |
| --------------- | ---------------------- | ----------------------------------------- | --------------- |
| 2005            | 71e                    | Jure Kocjan (397e)                        |                 |
| 2006            | 45e                    | Jure Kocjan (79e)                         |                 |
| 2007            | 45e                    | Kristjan Fajt (173e)                      |                 |
| 2008            | 35e                    | Robert Vrečer (17e)                       |                 |
| 2009            | 62e                    | Mitja Mahorič (80e)                       |                 |
| 2010            | 60e                    | Jan Tratnik (153e)                        |                 |
| 2011            | 93e                    | Jan Polanc (415e)                         |                 |
| 2012            | 36e                    | Jan Polanc (105e)                         |                 |
| 2013            | 56e                    | Luka Pibernik (30e)                       |                 |
| 2014            | 63e                    | Martin Otoničar (151e)                    |                 |
| 2015            | 101e                   | Robert Jenko (520e)                       |                 |
| 2016            | 113e                   | Rok Korošec (816e)                        |                 |
| 2017            | 69e                    | Tadej Pogačar (258e)                      |                 |
| 2018            | 34e                    | Tadej Pogačar (28e)                       |                 |
| 2019            | 59e                    | Rok Korošec (569e)                        |                 |
| 2020            | 50e                    | Viktor Potočki (320e)                     |                 |
| 2021            | 59e                    | Viktor Potočki (387e)                     |                 |
| 2022            | 64e                    | Viktor Potočki (406e)                     |                 |
| 2023            | 59e                    | -                                         |                 |
|                 |                        |                                           |                 |
| Source : UCI    |                        |                                           |                 |

UCI Oceania Tour
| UCI Oceania Tour | UCI Oceania Tour       | UCI Oceania Tour                          | UCI Oceania Tour |
| Année            | Classement par équipes | Meilleur coureur au classement individuel |                  |
| ---------------- | ---------------------- | ----------------------------------------- | ---------------- |
| 2019             | -                      | Ben Hill (40e)                            |                  |
| 2022             | -                      | Dylan Hopkins (74e)                       |                  |
| 2023             | -                      | Dylan Hopkins (45e)                       |                  |
|                  |                        |                                           |                  |
| Source : UCI     |                        |                                           |                  |

L'équipe est également classée au Classement mondial UCI qui prend en compte toutes les épreuves UCI et concerne toutes les équipes UCI.
| Classement mondial | Classement mondial     | Classement mondial                        | Classement mondial |
| Année              | Classement par équipes | Meilleur coureur au classement individuel |                    |
| ------------------ | ---------------------- | ----------------------------------------- | ------------------ |
| 2016               | -                      | Rok Korošec (1192e)                       |                    |
| 2017               | -                      | Tadej Pogačar (464e)                      |                    |
| 2018               | -                      | Tadej Pogačar (112e)                      |                    |
| 2019               | 100e                   | Ben Hill (678e)                           |                    |
| 2020               | 80e                    | Viktor Potočki (391e)                     |                    |
| 2021               | 92e                    | Viktor Potočki (476e)                     |                    |
| 2022               | 108e                   | Viktor Potočki (510e)                     |                    |
| 2023               | 109e                   | Dylan Hopkins (702e)                      |                    |
| 2024               | 109e                   | Dylan Hopkins (724e)                      |                    |
|                    |                        |                                           |                    |
| Source : UCI       |                        |                                           |                    |

## Principaux coureurs depuis les débuts
| Nom            | Année de naissance | Période dans l’équipe | Principales victoires |
| -------------- | ------------------ | --------------------- | --- |
| Luka Pibernik  | 1993               | 2012-2014             | - Champion de Slovénie sur route (2013) - 1 étape du Czech Tour (2013) - Meilleur sprinteur de la Course de la Paix U23 (2013)            |
| Žiga Jerman    | 1998               | 2017-2019 2022        | - Gand-Wevelgem espoirs (2018) - 1 étape du Tour de Hongrie (2017)                                                                        |
| Tadej Pogačar  | 1998               | 2017-2018             | - Tour du Frioul-Vénétie Julienne (2018) - Tour de l'Avenir (2018) - Champion de Slovénie sur route et du contre-la-montre espoirs (2018) |
| Viktor Potočki | 1999               | 2018-en cours         | - Champion de Croatie sur route (2018, 2021, 2023, 2024) - 1 étape du Tour de Serbie (2022)                                               |
| Benjamin Hill  | 1990               | 2018-2019             | - 1 étape du Tour du Japon (2019) - Trofeo Alcide Degasperi (2019)                                                                        |

## Ljubljana Gusto Santic en 2023
Effectif
| Effectif 2023            | Effectif 2023     | Effectif 2023 | Effectif 2023                     |
| Cycliste                 | Date de naissance | Pays          | Équipe précédente                 |
| ------------------------ | ----------------- | ------------- | --------------------------------- |
| Gašper Ahačič            | 28 juillet 2004   | Slovénie      |                                   |
| Natan Gregorčič          | 16 avril 2004     | Slovénie      |                                   |
| Dylan Hopkins            | 23 septembre 2001 | Australie     |                                   |
| Jernej Hribar            | 19 juillet 2002   | Slovénie      |                                   |
| Adam Jordan              | 21 janvier 2003   | Slovénie      |                                   |
| Fabijan Kralj            | 1 octobre 2003    | Slovénie      |                                   |
| Matic Maček              | 8 octobre 2002    | Slovénie      |                                   |
| Bine Miškulin            | 16 mars 2004      | Slovénie      |                                   |
| Luka Muha                | 29 mai 2004       | Slovénie      |                                   |
| Viktor Potočki           | 27 mars 1999      | Croatie       | Centre mondial du cyclisme (2017) |
| Andraž Skok              | 1 mai 2004        | Slovénie      |                                   |
| Dan Andrej Tomšič        | 5 février 2003    | Slovénie      |                                   |
| Tzu Liang Yu             | 12 février 2002   | Taïwan        |                                   |
|                          |                   |               |                                   |
| Source : ProCyclingStats |                   |               |                                   |

Victoires
| Victoires | Victoires | Victoires | Victoires | Victoires | Victoires |
| Date      | Course    | Pays      | Classe    | Vainqueur |           |
| --------- | --------- | --------- | --------- | --------- | --------- |